# Acuticythereis laevissima
Acuticythereis laevissima är en kräftdjursart som beskrevs av Edwards 1944. Acuticythereis laevissima ingår i släktet Acuticythereis och familjen Trachyleberididae. Inga underarter finns listade i Catalogue of Life.